# Mereto di Tomba
Mereto di Tomba (friuli nyelven Merêt di Tombe) település Olaszországban, Friuli-Venezia Giulia régióban, Udine megyében. Lakosainak száma 2513 fő (2023. január 1.). Mereto di Tomba Basiliano, Codroipo, Pasian di Prato, Fagagna, Sedegliano, Coseano és San Vito di Fagagna községekkel határos.

## Népesség
A település népességének változása:
| Lakosok száma | 2646 | 2606 | 2513 |
|               | 2017 | 2018 | 2023 |